# Título Qualquer Serve para Novelas e Noveletas
Título Qualquer Serve Para Novelas e Noveletas  é um livro de Irene Lisboa, publicado em 1958, ano da morte da autora, pela Portugália Editora, uma das mais emblemáticas obras de Irene Lisboa na que se refere ao grau de depuração da escrita e à hábil captação da fluidez do instante do fragmento.
De estrutura aparentemente semelhante à que obedecem todas as suas outras obras, pautadas por narrativas curtas, Título Qualquer Serve tem contudo uma arquitectura circular marcada pela unidade temática e pela presença da mesma voz narrativa, o que completa um círculo perfeito entre o primeiro e o último texto revelando, curiosamente, durante esse percurso uma sucessão de acontecimentos passíveis de alterar a rota que posteriormente é retomada.
Dona de uma escrita de estilo cursivo caracterizado por uma caligrafia rápida e muito reveladora da variedade dos movimentos de consciência, Irene Lisboa conta-nos a história (plena de grandes dramas subterrâneos) de uma mulher só, rodeada de elementos e personagens já conhecidos de outros livros da autora, como sejam, respectivamente: o riso interior, a mudança do ritmo lento do pensar para o da atenção à água que ferve, por exemplo, a porteira, o Evaristo e a Mulher, a Celestina, a sardinheira a florir de novo, etc. Mas sob esta ilusória semelhança esconde-se todo um outro recorte e tratamento das temáticas e sujeitos, o que não deixa de indiciar a modernidade estilística da autora.
Tal como afirma Paula Morão, prefaciadora e organizadora das obras de Irene Lisboa:… o que se conta é uma história sem fim, não importa muito que se lhe encontre um título definitivo ou uma forma narrativa completa, longa, composta e una; por detrás da autodenegação, esconde-se ainda o tempo: nada está acabado, e no entanto tudo morreu lá atrás, num tempo longínquo e tão avassaladoramente próximo, impossível de sepultar.
Foi editado pela segunda vez em 1998, pela Editorial Presença. 